# Akhnaten
Akhnaten è un'opera in tre atti ed un epilogo sulla vita del faraone Akhenaton (Amenhotep IV) scritta dal compositore minimalista statunitense Philip Glass nel 1983.
Secondo il compositore quest'opera è il compimento della trilogia di opere Einstein on the Beach e Satyagraha (sul Mahatma Gandhi). Questi tre personaggi, Akhenaton, Einstein e Gandhi, erano tutti guidati da una visione interiore che travalicava l'epoca in cui vissero. Akhenaton per la religione, Einstein per la scienza e Gandhi per la politica.
Il libretto è del compositore, Shalom Goldman, Robert Israel, Richard Riddell e Jerome Robbins da Oedipus and Akhnaton di Immanuil Velikovskij.
Il testo, preso dalle fonti originali, è cantato nella lingua egiziana antica mentre il commento del narratore è in lingua inglese. Il testo egizio è tratto da una poesia, dello stesso Akhenaton, dal Libro dei morti e da estratti di lettere e decreti del periodo Amarna, i diciassette anni del regno di Akhenaton. Altre lingue usate sono la lingua accadica e la lingua ebraica antica. L'Inno al Sole di Akhenaton è cantato nella lingua dell'uditorio.

## Musica
Il complesso orchestrale è quello impiegato in un'orchestra dei primi anni del XIX secolo: 2 flauti, 2 oboi (raddoppiabili con oboe d'amore), 2 clarinetti, clarinetto basso, 2 fagotti, 2 corni, 2 trombe, 2 tromboni, tuba, percussioni (3 esecutori), celesta (raddoppiabile con sintetizzatore), 12 viole, 8 violoncelli, 6 contrabbassi.
Poiché la Kleines Haus del Württembergisches Staatstheater di Stoccarda o Stuttgart State Opera era stata restaurata nel 1984 e la buca dell'orchestra era piuttosto piccola, Glass decise di eliminare completamente i violini (circa 20) dando all'orchestra un colore scuro in linea con il soggetto dell'opera. A parte ciò, questa era l'orchestra più "convenzionale" usata da Glass fino ad allora (dopo Einstein on the Beach, scritta per i sei strumenti del Philip Glass Ensemble, e Satyagraha, suonata da fiati e archi soltanto).
Generalmente parlando, per spettatori non musicalmente preparati, quest'opera è più accessibile delle precedenti; la minimalista Einstein e il simil-oratorio Satyagraha. La musica segue e sottolinea il contesto drammatico della storia ed il linguaggio melodico e armonico è più vario e cambia molto spesso, donando alla musica maggiore teatralità ed una qualità quasi romantica.